# Carlitz-Identität

Sehnentangentenviereck

Die Carlitz-Identität, nach Leonard Carlitz (1907–1999), ist wie der Satz von Fuss eine Erweiterung des Satzes von Euler für Dreiecke auf Sehnentangentenvierecke, und liefert eine Formel für den Abstand der Mittelpunkte von Umkreis und Inkreis eines Sehnentangentenvierecks.
Bezeichnet {\displaystyle x} den Abstand der beiden Mittelpunkte, {\displaystyle R} den Radius des Umkreises und {\displaystyle r} den Radius des Inkreises, dann gilt die folgende Gleichung
{\displaystyle \displaystyle x^{2}=R^{2}-2Rr\cdot \mu }
Der Faktor {\displaystyle \mu } ist dabei wie folgt definiert:
{\displaystyle \displaystyle {\begin{aligned}\mu &={\sqrt {\frac {(ab+cd)(ad+bc)}{(a+c)^{2}(ac+bd)}}}={\sqrt {\frac {(ab+cd)(ad+bc)}{(b+d)^{2}(ac+bd)}}}\\&={\frac {\cos({\tfrac {\alpha +\gamma }{4}})}{\cos({\tfrac {\alpha -\gamma }{4}})}}={\frac {\cos({\tfrac {\beta +\delta }{4}})}{\cos({\tfrac {\beta -\delta }{4}})}}\end{aligned}}}
Die Seiten(längen) des Vierecks werden mit {\displaystyle a}, {\displaystyle b}, {\displaystyle c} und {\displaystyle d} bezeichnet und {\displaystyle \alpha }, {\displaystyle \beta }, {\displaystyle \gamma } und {\displaystyle \delta } sind die zugehörigen Mittelpunktswinkel dieser Seiten.
Im Gegensatz zu der Gleichung, die der Satz von Fuss liefert, entspricht die Carlitz-Identität bis auf den Korrekturterm {\displaystyle \mu } genau der Gleichung aus dem Satz von Euler. Der Beweis der Carlitz-Identität liefert zudem die Ungleichung {\displaystyle R\geq {\sqrt {2}}r}, die auch als Carlitz-Ungleichung bezeichnet wird. Diese ergibt sich auch als eine direkte Folgerung aus dem Satz von Fuss.